# Escándalo Films
Escándalo Films és la productora associada de l'Escola Superior de Cinema i Audiovisuals de Catalunya. Va ser creada l'any 1999 i des d'aleshores ha produït més de 200 curtmetratges i llargmetratges
que han recollit més de 400 premis a diferents festivals nacionals i internacionals. L'any 2012, la productora com a tal va obtenir el premi a la categoria "Indústria Cultural Consolidada" dins la 5a edició de Tendències que lliura anualment el diari El Mundo.